# Rio Tinto (miasto)
Rio Tinto – miasto w Portugalii. Według danych szacunkowych na rok 2008 liczy 52 327 mieszkańców. Prawa miejskie otrzymało 30 sierpnia 1995.